# Саша Краус
Саша Краус (3 березня 1993) — швейцарська синхронна плавчиня.
Учасниця Олімпійських Ігор 2016 року, де в змаганнях дуетів разом з Софі Гігер посіла 14-те місце.